# Hararit
Hararit —הֲרָרִית en hebreu "muntanyosa"— és un poble (moixav) a Galilea occidental a Israel.
Hararit, localitzat en la cresta de mont Netofa al Galilea baixa, va ser establert l'any 1982 com a part d'un projecte patrocinat pel govern iniciat pel membre del Partit Laborista Nissim Zvili. Era part d'un pla per portar més residents jueus a Galilea. Era assentat per 60 famílies que es van dedicar als principis de meditació transcendental (TM) però l'any 2000 el grup de TM va ser només una meitat de la seva població original. L'any 2008, hi havia 95 famílies vivint en Hararit. Arqueòlegs han descobert tres grans cisternes antigues d'aigua i restes de terrasses agrícoles en la proximitat de Hararit.
L'economia és en gran part basat en el turisme, amb alguns dels residents operant petits hotels "More Netofa", una empresa que produeix oli d'oliva, mel i mescles d'espècies, té la seva base a Hararit.